# Vem kan slå Anja och Foppa
Vem kan slå Anja och Foppa är ett underhållningsprogram på Kanal 5 som sändes första gången den 11 november 2018. I programmet tävlar Anja Pärson och Peter Forsberg mot andra par av stora sportprofiler. Programledare för programmet är Jessica Almenäs och Carina Berg. Programmet är en uppföljare till Vem kan slå Filip och Fredrik som lades ner 2012. Skillnaden från den förra serien, bortsett de nya motståndarna, är att maxantalet grenar minskat från elva till åtta. Kommentator är sportjournalisten Jonas Karlsson.
Andra säsongen av programmet började sändas den 3 november 2019. Tredje säsongen startade den 8 november 2020.

## Utmanare

### Säsong 1
- Avsnitt 1: Sanna Kallur och Stefan Holm
- Avsnitt 2: Pernilla Wiberg och Sarah Sjöström
- Avsnitt 3: Thomas Ravelli och Jesper Blomqvist
- Avsnitt 4: Frida Hansdotter och Kim Källström
- Avsnitt 5: Börje Salming och Bianca Salming
- Avsnitt 6: Markus Näslund och Therese Alshammar

### Säsong 2
- Avsnitt 1: Andreas ”Granen” Granqvist och Henrik Larsson
- Avsnitt 2: Carolina Klüft och Mikaela Laurén
- Avsnitt 3: Heidi Andersson och Björn Ferry
- Avsnitt 4: Magdalena Forsberg och Tony Rickardsson
- Avsnitt 5: Magnus Wislander och Hanna Öberg
- Avsnitt 6: Anna Lindberg och Staffan Olsson

### Säsong 3
- Avsnitt 1: Jesper Parnevik och Douglas Murray
- Avsnitt 2: Ingemar Stenmark och André Myhrer
- Avsnitt 3: Emil och Anna Jönsson Haag
- Avsnitt 4: Torgny Mogren och Isabelle Gulldén
- Avsnitt 5: Angelica Bengtsson och Jonas Björkman
- Avsnitt 6: Kosovare Asllani och Anders Svensson
- Avsnitt 7: Petter Northug och Frida Karlsson